# Thomas Bos
Thomas Bos (Den Haag, 5 juli 1968) is een Nederlands oud-langebaanschaatser. Hij was gespecialiseerd in de lange afstanden. Hij werd Nederlands kampioen op de 10.000 m en had vier jaar lang het wereldrecord in handen op de 3000 m. Ook vertegenwoordigde hij Nederland eenmaal bij de Olympische Spelen, maar won bij die gelegenheid geen medaille.

## Carrière
Bos werd in 1990 Nederlands kampioen op de 10.000 m. In 1992 won hij op die afstand ook een wereldbekerwedstrijd in Butte (VS). In februari jaar nam hij ook deel aan de Olympische Winterspelen in Albertville. Hier eindigde hij op de 10 km op een elfde plaats met een tijd van 14:40,13. Op 3 april 1992 verbeterde hij op de IJsbaan van Calgary het wereldrecord op de 3000 meter tot 3.56,16. Dat record hield vier jaar stand totdat het in maart 1996 uit de boeken werd gereden door Bob de Jong.
Bos nam deel aan de Europese Kampioenschappen Allround van 1989, 1990, 1991 en 1992 en aan de Wereldkampioenschappen Allround in 1990, 1991 en 1992. In dat laatste jaar haalde hij zijn hoogste notering: 4e.
Bos moest zijn schaatsloopbaan beëindigen omdat hij aan een longaandoening leed. Dit kostte hem zijn plaats in de kernploeg. Na zijn schaatsloopbaan richtte hij zich enige tijd op gewichtheffen.
In zijn actieve tijd was hij aangesloten bij de Delftse Kunstijsbaan Vereniging.
Bos heeft inmiddels en eigen bedrijf, Freelance Service For All, dat zzp'ers ondersteunt in o.a. acquisitie van opdrachten, administratie en belastingaangifte. 
Verder is Bos lid van de Selectiecommissie Langebaan van de KNSB. 

## Titels
- Nederlands kampioen 10.000 m - 1990
- Nederlands kampioen junioren B - 1987
- Nederlands kampioen junioren C - 1985

## Records

### Persoonlijke records
| Afstand      | Tijd     | Datum           | Baan       |
| ------------ | -------- | --------------- | ---------- |
| 500 meter    | 38,52    | 21 maart 1992   | Calgary    |
| 1000 meter   | 1.15,02  | 4 april 1992    | Calgary    |
| 1500 meter   | 1.53,16  | 22 maart 1992   | Calgary    |
| 3000 meter   | 3.56,16  | 3 april 1992    | Calgary    |
| 5000 meter   | 6.44,24  | 21 maart 1992   | Calgary    |
| 10.000 meter | 13.54,99 | 19 januari 1992 | Heerenveen |

### Wereldrecords
| Nr. | Afstand    | Tijd    | Datum        | Baan    |
| --- | ---------- | ------- | ------------ | ------- |
| 1.  | 3000 meter | 3.56,16 | 3 april 1992 | Calgary |